# Diritti LGBT in Mongolia
L'omosessualità è stata depenalizzata in Mongolia a partire dal 1993. I discorsi e i crimini d'odio fondati sulla base dell'orientamento sessuale e dell'identità di genere sono fuorilegge nel paese; non vi è tuttavia all'interno del territorio nazionale ancora alcun riconoscimento giuridico del matrimonio fra persone dello stesso sesso, né tanto meno a favore delle unioni civili o dell'unione di fatto.
Esiste in particolare un'organizzazione attivamente impegnata a favore dei diritti LGBT chiamata "Tavilan", che significa Destino.

## Legittimità degli atti sessuali tra persone dello stesso sesso
In epoca medievale impegnarsi in attività omosessuali era punibile con la morte.
L'età del consenso è posta a 16 anni di età, indipendentemente dall'orientamento sessuale.

## Riconoscimento delle relazioni omosessuali
Il matrimonio non è chiaramente definito dalla costituzione mongola, che recita: "Il matrimonio è ordinato sull'uguaglianza ed il mutuo consenso degli sposi che hanno raggiunto l'età stabilita dalla legge. Lo Stato protegge gli interessi della famiglia, la maternità e la prole".

## Protezioni contro la discriminazione e legislazione sui crimini d'odio
La violenza e la discriminazione contro le persone LGBT in Mongolia sono abbastanza comuni e spesso non denunciati alla polizia. 
Nel 2001 una donna lesbica è stata violentata, rapita e accoltellata da due uomini. 
Nel 2009 un gruppo del neonazismo ultranazionalista ha rapito tre donne transgender e le ha aggredite sessualmente. Nessuno di questi crimini sono stati segnalati alla polizia per paura di ritorsioni.
Nel febbraio 2014 un uomo gay è stato violentato da un gruppo neo-nazista. A seguito della protesta pubblica da parte della comunità LGBT e delle organizzazioni della società civile, il governo ha annunciato nel maggio 2014 che avrebbe preso in considerazione la legislazione anti-discriminazione per tutelare le persone LGBT.
Il 3 dicembre 2015 il Grande Hural di Stato ha adottato un nuovo codice di diritto penale, che vieta i crimini d'odio e i discorsi di odio sulla base dell'orientamento sessuale e dell'identità di genere. Il Codice utilizza il termine vago di "crimini di discriminazione", che è descritto nel senso di crimini e discorsi d'odio. 
I gruppi LGBT hanno annunciato che sarà la polizia a decidere quali sono i detti crimini d'odio e sarà suo compito riconoscerli e a portare l'assistenza che si richiede alle vittime di tali reati. Il codice è entrato in vigore il 1º settembre 2016.

## Espressione e identità di genere
Una modifica apportata nel giugno 2009 all'articolo 20 (1) della legge sulla registrazione civile consente alle persone transgender di cambiare legalmente il loro genere sui certificati di nascita o nelle carte d'identità dei cittadini dopo l'intervento di riassegnazione del sesso.
I discorsi e i crimini d'odio sulla base dell'identità di genere sono fuorilegge nel paese.

## Condizioni di vita
A tutt'oggi il movimento LGBT manca di visibilità nel paese; mentre non vi è molta omofobia, come affermato da viaggiatori occidentali, non v'è ancora un qualche riconoscimento pubblico dell'omosessualità.
Nel 2009, dopo più di 10 tentativi falliti, il governo ha registrato il "Centro LGBT", un'organizzazione non governativa che sostiene  i diritti delle persone LGBT.
Inizialmente l'Agenzia di Stato ha rifiutato di registrare l'organizzazione perché gli inevitabili "conflitti con i valori tradizionali mongoli hanno il potenziale di dare un esempio sbagliato ai giovani e agli adolescenti".
La Giornata internazionale contro l'omofobia, la bifobia e la transfobia viene celebrata dal 2011.

## Tabella riassuntiva
| Depenalizzazione delle attività sessuali tra persone dello stesso sesso                                                      | (dal 1993) |
| Equalizzazione dell'età del consenso                                                                                         | (dal 1993) |
| Leggi anti-discriminazione nei posti di lavoro                                                                               | No         |
| Leggi antidiscriminatorie nell'uso di beni e servizi                                                                         | No         |
| Legislazione antidiscriminatoria in tutte le altre aree (inclusa la discriminazione indiretta e i discorsi e crimini d'odio) | (dal 2016) |
| Legislazione contro la discriminazione basata sull'orientamento sessuale e identità di genere                                | (dal 2016) |
| Matrimonio tra persone dello stesso sesso                                                                                    | No         |
| Riconoscimento in unione civile delle coppie dello stesso sesso                                                              | No         |
| Adozione del figlio del partner (stepchild adoption) per le coppie dello stesso                                              | No         |
| Adozione da parte di coppie dello stesso sesso                                                                               | No         |
| Gay e lesbiche possono servire apertamente nelle forze armate                                                                | ?          |
| Diritto di cambiare legalmente genere sessuale                                                                               | (dal 2009) |
| Accesso alla fecondazione in vitro per le coppie lesbiche                                                                    | No         |
| Maternità surrogata per le coppie gay                                                                                        | No         |
| Donazione del sangue da parte di uomini che hanno rapporti sessuali con altri uomini (MSM)                                   | ?          |